# Droga nr 7255 (Izrael)
Droga lokalna nr 7255 (hebr. 7255 כביש) – jest drogą lokalną położoną w Dolnej Galilei, na północy Izraela. Biegnie ona z miasta Migdal ha-Emek do drogi nr 73 w Dolinie Jezreel, i dalej do moszawu Kefar Baruch.

## Przebieg
Droga nr 7255 przebiega przez Samorząd Regionu Emek Jizre’el w Poddystrykcie Jezreel Dystryktu Północnego Izraela. Biegnie południkowo z północy na południe, od miasta Migdal ha-Emek do drogi nr 73 w Dolinie Jezreel, i dalej do moszawu Kefar Baruch.
Swój początek bierze w mieście Migdal ha-Emek na skrzyżowaniu z drogą nr 7555 i drogą nr 7255. W kierunku zachodnim odchodzi stąd droga nr 7555 (ulica ha-Banim) prowadząca do drogi nr 75 (która pełni funkcję północnej obwodnicy miasta) w kierunku do wioski komunalnej Timrat. W kierunku wschodnim odchodzi stąd droga nr 7756 (ulica ha-Banim) prowadząca do północnej obwodnicy miasta w kierunku do miejscowości Jafa an-Naserije i dalej miasta Nazaret. W kierunku północnym odchodzi ulica Szaul Amor prowadząca do północnej strefy przemysłowej oraz północnej obwodnicy miasta. Natomiast droga nr 7255 prowadzi jako ulica ha-Emek na południe. Mija położony po stronie zachodniej Park ha-Riszonim, i po stronie wschodnim Park ha-Vradim. Potem prowadzi przez centrum miasta, mijając położony po stronie zachodniej urząd miejski. Przy wyjeździe ze strefy gęstej zabudowy mieszkaniowej, mija położone na zachodzie amfiteatr oraz stadion miejski, i zjeżdża w dół do Doliny Jezreel (z wysokości ok. 220 m n.p.m. do 100 m n.p.m.). Przejeżdża tutaj przez południową strefę przemysłową i dociera do skrzyżowania z drogą nr 73. Jadąc nią na zachód dojeżdża się do kibuców Sarid, Jifat i Gewat, lub na wschód do kibucu Ginnegar i skrzyżowania z drogą ekspresową nr 60 przy moszawie Tel Adaszim. Droga nr 7255 kieruje się stąd dalej na południowy zachód. Mija położoną po stronie wschodniej strefę przemysłową Sagi 2000 i dociera do położonego przy bazie lotniczej Ramat Dawid moszawu Kefar Baruch.